# Пухелойнен, Ари
Ари Тапани Пухелойнен (фин. Ari Tapani Puheloinen; 26 декабря 1951, Тайпалсаари, Южная Карелия, Финляндия) — финский военнослужащий, генерал-полковник; командующий Силами обороны Финляндии (2009—2014).

## Биография
Родился 26 декабря 1951 года в Тайпалсаари и был вторым сыном в семье электрика и уборщицы. Рабочее происхождение не характерно для финляндских офицеров высокого ранга, который обычно происходят из среднего класса или семей военных. Например, отцы четырёх предыдущих командующих Силами обороны также были полковниками, генералами или адмиралами. Позднее семья переехала в Луумяки.
После окончания средней школы Пухелойнен начал свою военную карьеру в Uudenmaan rakuunapataljoona в Лаппеенранте, где он получил подготовку в качестве офицера запаса. После этого он поступил в военное училище Kadettikoulu, одновременно с этим обучаясь в Высшей школе экономики (Хельсинки) и Университете Тампере. В 1974 году получает звание лейтенанта и начинает службу в качестве кадрового офицера механизированных войск. (фин. Panssariprikaati). В 1978 году вместе с тремя другими финляндскими офицерами был отобран для обучения на пятимесячных «Тактических курсы командного состава мотострелковых частей» в Советском Союзе. Вскоре после этого был зачислен в финляндскую военную школу Sotakorkeakoulu, предназначенную для подготовки высшего командного состава, закончил её в 1983 года. После военной школы три года служил в качестве офицера разведки в штабе Сил Обороны, специализируясь на восточном направлении. Затем был направлен в Москву в качестве заместителя военного атташе, где служил до конца холодной войны в 1990 году.
В 1990 году возвратился в Финляндию, где был назначен на должность командира батальона механизированной бригады и находился в ней до 1993 года. В 1995 году направляется в штаб-квартиру Организации по безопасности и сотрудничеству в Европе, по возвращении в Финляндию начинает работать над проблемой сотрудничества Финляндии и НАТО. Направляется для обучения в Гарвардский университет. В 1999 году становится командиром механизированной бригады. После 2000 года служит на командных должностях в штабе Сил Обороны, с 2004 по 2007 год — командующий Восточным командованием (фин. Itäinen maanpuolustusalue), ответственным за оборону Восточной Финляндии. В течение этого времени он также отвечает за реорганизацию армии Финляндии. С 2007 года — начальник штаба Сил Обороны, второе лицо Вооружённых Сил. В это же время женится вторым браком на карьерном офицере, старшем лейтенанте Тиине Лаиси-Пухелойнен.
Выбор Пухелойнена в качестве командующего силами обороны Финляндии был объявлен 23 января 2009 года. Приступил к выполнению своих новых обязанностей 1 августа 2009 года. Высказал личное мнение о невозможности для Финляндии иметь профессиональную армию по экономическим соображениям.
6 марта 2014 года Госсовет Финляндии принял решение о назначении на должность командующего Силами обороны Финляндии генерала Ярмо Линдберга; 7 марта президент Саули Нийнистё утвердил решение. Ари Пухелойнен вышел на пенсию 1 августа 2014 года, в этот же день Линдберг вступил в должность командующиго Силами обороны.